# Riccardia flagellifrons
Riccardia flagellifrons là một loài rêu trong họ Aneuraceae. Loài này được C. Gao mô tả khoa học đầu tiên năm 1981.